# Knechtenhofen
Knechtenhofen (mundartlich: Khneachthovə, uf Khneachthovə) ist ein Gemeindeteil der Marktgemeinde Oberstaufen im bayerisch-schwäbischen Landkreis Oberallgäu. Die Ortschaft liegt in der Gemarkung Thalkirchdorf.

## Geographie
Das Dorf liegt circa 2,5 Kilometer östlich des Hauptorts Oberstaufen im Konstanzer Tal gelegen. Durch die Ortschaft verläuft die Bahnstrecke Buchloe–Lindau sowie südlich die Queralpenstraße B 308 und die Konstanzer Ach. Südlich liegt der Hündlekopf.

## Ortsname
Der Ortsname setzt sich aus dem mittelhochdeutschen Bestimmungswort knëht für Knabe, Bauernknecht sowie dem Grundwort -hof für Ökonomiehof zusammen.

## Geschichte

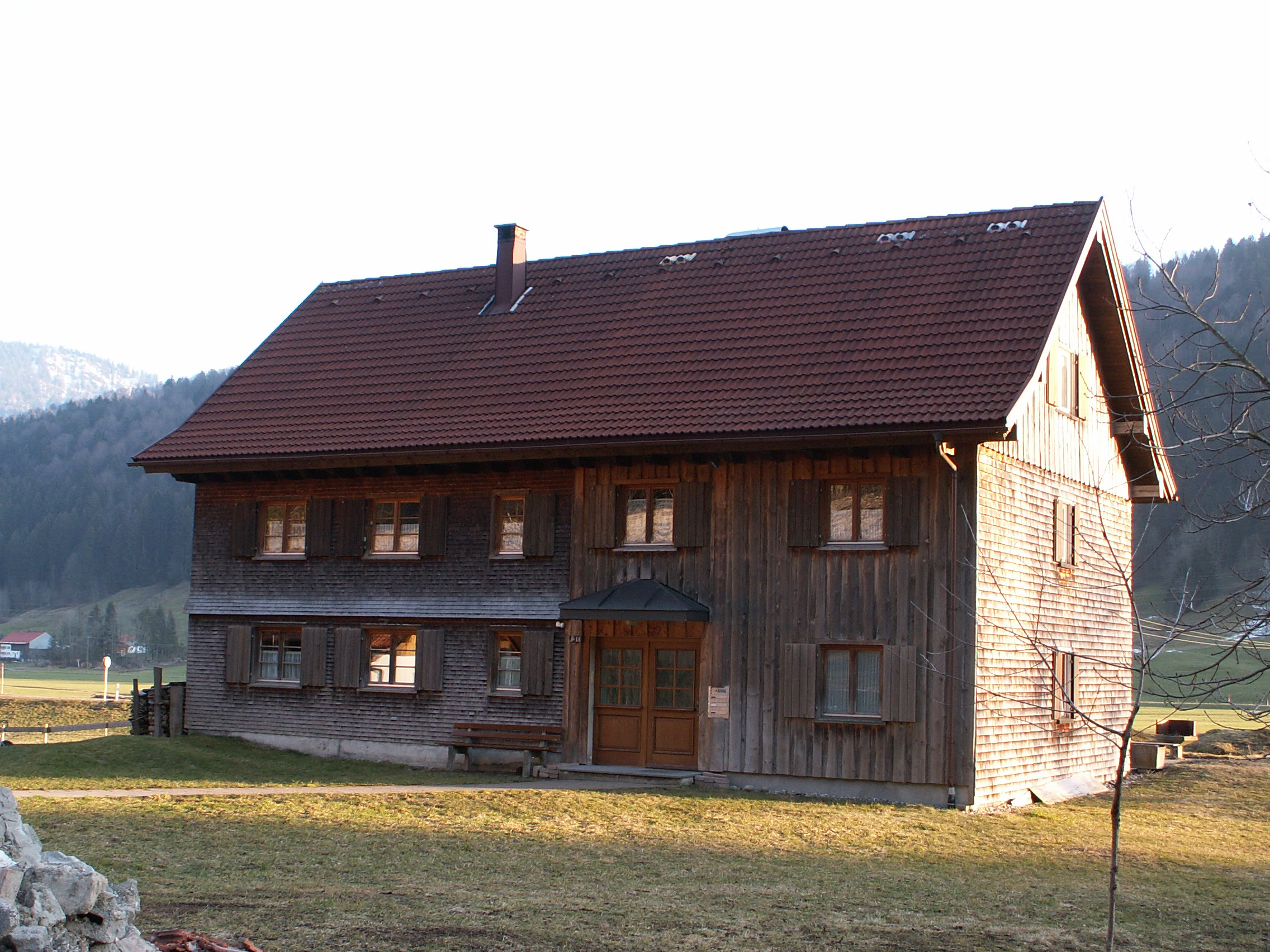
Baudenkmal in Knechtenhofen

Knechtenhofen wurde erstmals urkundlich im Jahr 1394 als Knechtenhofen in einem Zinsbuch des Kempter Abts erwähnt. 1806 fand die Vereinödung des Orts statt. 1808 wurden 18 Wohnhäuser in Knechtenhofen gezählt, wovon die Hälfte Weiderecht auf der Alpe Egg hatten. Zudem wurden zwei Nagelschmieden und eine Taferne mit Braustatt gezählt. 1841 wurde die Georgskapelle neu erbaut. Knechtenhofen gehörte bis zur bayerischen Gebietsreform 1972 der Gemeinde Thalkirchdorf an.

## Sehenswürdigkeiten

### Baudenkmäler
- Siehe: Liste der Baudenkmäler in Knechtenhofen

### Heimatmuseum

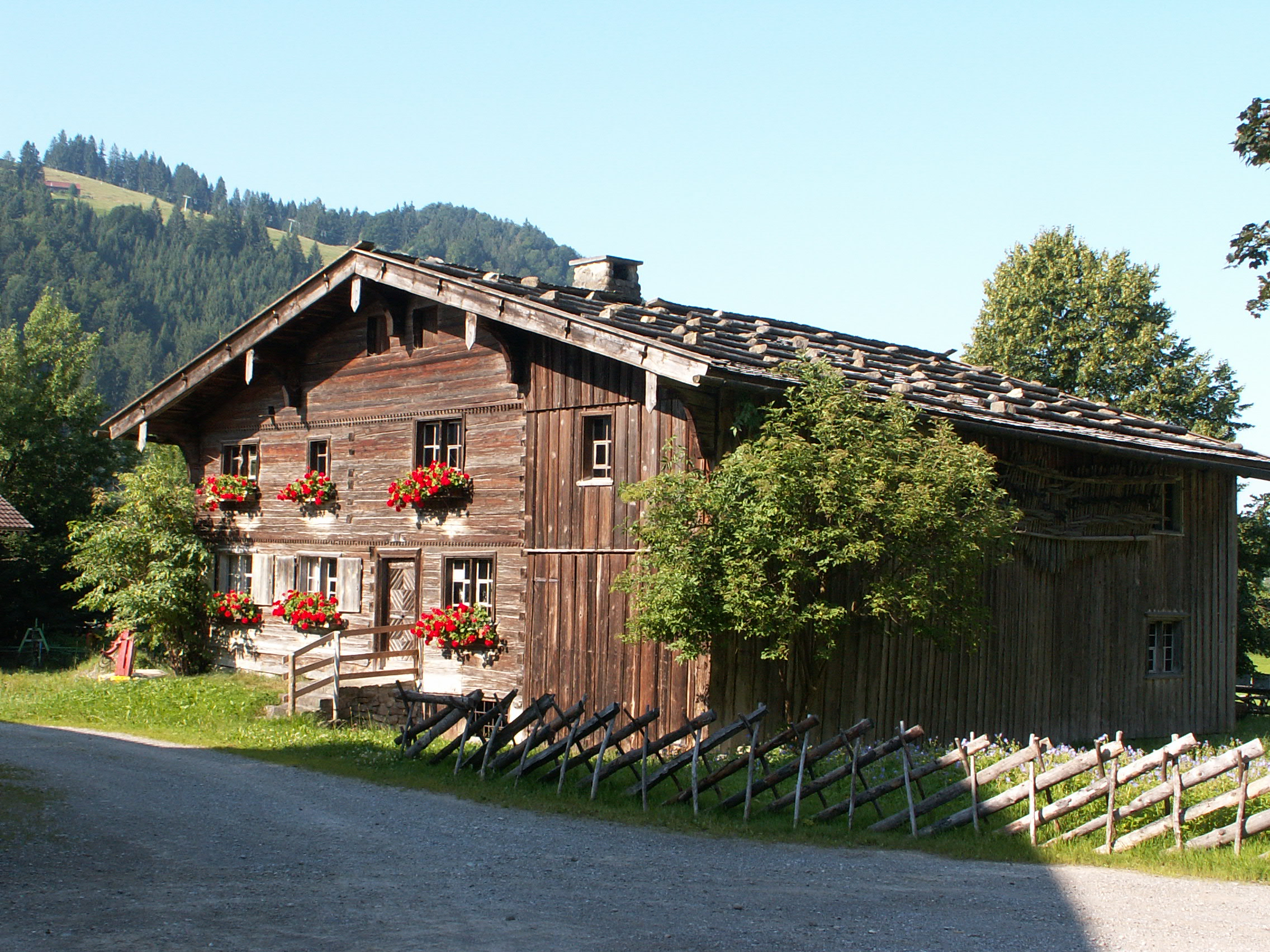
Bauernhausmuseum s'Huimatle

Im Bauernhausmuseum s’Huimatle kann das Leben und die Arbeit der Allgäuer bis ins 17. Jahrhundert zurück betrachten. Das Gebäude ist ein altes Bauernhaus, das über 300 Jahre alt ist. Seit 1979 ist das Museum in diesem Haus beheimatet. Neben originalgetreuen Einrichtungen von Küche und Stube, werden im Hauseigenen Stall auch alte Werkzeuge und Geräte ausgestellt. Zudem kann man in speziell dafür eingerichteten Räumen mehr über altes Handwerk aus der Region erfahren.

## Persönlichkeiten
- Hermann Moser (* 24. August 1935 in Knechtenhofen; † 6. Januar 2021), Maler